# Cenchrus ciliaris
Espèce
Classification phylogénétique
Cenchrus ciliaris est une espèce de la famille des Poaceae (Graminées). Elle vit dans la majeure partie de l'Afrique, le sud de l'Asie (à l'est de l'Inde), au sud de l'Iran, et l'extrême sud de l'Europe (Sicile). Elle est parfois appelée « Cenchrus cilié ».
C'est une graminée vivace qui dépasse 50 cm de haut en Australie et pouvant atteindre 1,5 m pour les variétés cultivées les plus grandes. Les feuilles sont linéaires, de 3 à 25 cm de long et 4 à 10 mm de large. Les fleurs sont regroupées en panicule de 2 à 14 cm de long et 1 à 2.6 cm de large.

## Espèce envahissante
Cenchrus ciliaris a souvent été naturalisé et est souvent devenu une espèce envahissante en Australie, au sud-ouest des États-Unis, à Hawaii, au Mexique, en Amérique centrale, en Amérique du Sud et en Macaronésie.  Dans le désert de Sonora, il a été introduit pour lutter contre l'érosion. Dans la partie mexicaine de ce désert, il est toujours cultivé et irrigué pour faire paître le bétail. Il se propage très rapidement et souvent tue des plantes locales telles que Parkinsonia aculeata en le privant d'eau. Cette plante s'enflamme très facilement, même en période de croissance. Son inflammabilité rapide et sa repousse rapide lui permettent de concurrencer avec succès presque toute la végétation dans cette région. C'est ainsi qu'une dissémination au départ volontaire (éthélochore) mal pensée est devenue une agochorie nuisible.

## Synonymes
- Pennisetum ciliare (L.) Link (nom encore accepté par certains auteurs)
- Cenchrus glaucus C.R.Mudaliar & Sundararaj
- Pennisetum cenchroides Rich.
- Pennisetum incomptum Nees ex Steud.